# Jim de Groot
Pour les articles homonymes, voir de Groot.
 (février 2019).
Si vous disposez d'ouvrages ou d'articles de référence ou si vous connaissez des sites web de qualité traitant du thème abordé ici, merci de compléter l'article en donnant les références utiles à sa vérifiabilité et en les liant à la section « Notes et références ».
Jim de Groot, né le 26 août 1972 à Amsterdam,,,, est un acteur, doubleur et chanteur néerlandais.

## Filmographie

### Cinéma, téléfilms et films musicaux
- 1991-1992 : Spijkerhoek (nl) : Jan Willem van Lanschot
- 2001 : Baantjer : Mike Scholten
- 2002 : Spangen (nl) : Anthony
- 2005 : Trafalgar Battle Surgeon : William Westenburg
- 2005 : Keyzer & De Boer Advocaten : Herman Vereycken
- 2006 : Shouf Shouf! (nl) : Le père
- 2008 : Spoorloos verdwenen (nl) : Patrick Wildschut
- 2008 : Flikken Maastricht : Yves
- 2012 : Ruben[Quoi ?] : Richard
- 2015 : Kidnapping Mr. Heineken : Le Hippie de la commune
- 2015 : The Passion (nl) : Jesus
- 2015 : Bureau Raampoort (nl) : Bart Arends
- 2017 : Vechtershart (nl) : Le client féroce
- 2017 : Flikken Rotterdam (nl) : Manfred Kleine
- 2017-2018 : SpangaS : Auke Overmars

### Doublage
- 2008-2014 : Star Wars: The Clone Wars : Diverses rôles (Captain Rex, Commander Cody et les clones)
- 2012-2017 : Ultimate Spider-Man : Iron Man
- 2013 : Avengers Assemble : Iron Man
- 2013 : Phineas and Ferb: Mission Marv : Iron Man
- 2013-2015 : Hulk and the Agents of S.M.A.S.H. : Iron Man
- 2015 : Lego Marvel Super Heroes: Avengers Reassembled : Iron Man
- 2015 : Lego DC Comics Super Heroes: Justice League: Attack of the Legion of Doom : Aquaman
- 2015 : Lego DC Comics Super Heroes: Justice League: Attack of the Legion of Doom : Joker
- 2015 : Disney Infinity 3.0: Hulkbuster
- 2015 : Disney Infinity 3.0 : Iron Man
- 2018 : Ralph Breaks the Internet : Double Dan

## Vie privée
Il est le fils du chanteur Boudewijn de Groot. Il est le frère de l'actrice Caya de Groot.